# Ex convento dei "Frati Bigi"
L'ex convento dei "Frati Bigi" si trova a Pisa in via Matteucci. Vincolato dalla Soprintendenza di Pisa, nel 2013 è stato oggetto di riqualificazione edilizia a fini civili, residenziali e commerciali.

## Storia e descrizione
Costruito agli inizi dell'Ottocento nella zona est di Pisa, a nord del fiume Arno, il convento ha ospitato per oltre un secolo la Congregazione dei terziari francescani regolari, a Pisa comunemente detti “frati bigi” per il colore grigio del loro saio.
L'edificio, corredato da un ampio giardino, si caratterizza ancora oggi per la bella facciata prospiciente via Rosellini. Si tratta di una facciata in mattoni a faccia vista con loggiato al piano terreno, realizzato con colonne e archi a sesto acuto, anch'essi costituiti da mattoni. La parte posteriore dello stesso edificio, ampliata e realizzata attorno al 1950, ha ospitato fino al 2010 una scuola secondaria, un asilo nido e una scuola di musica. La particolare natura dell'edificio e del giardino recintato, vincolati in gran parte dalla Soprintendenza, ha portato alla decisione della Pubblica Amministrazione di definire la zona come un comparto urbanistico omogeneo. Dell'intervento di riqualificazione edilizia se ne è occupato il Gruppo Bulgarella, dopo aver acquistato l'intero complesso nel 2012.